# تپه هندرسلطان‌آباد
تپه هندرسلطان آباد مربوط به دوران‌های تاریخی پس از اسلام است و در شهرستان ازنا، روستای هندرسلطان آباد واقع شده و این اثر در تاریخ ۵ آذر ۱۳۸۰ با شمارهٔ ثبت ۴۳۸۶ به‌عنوان یکی از آثار ملی ایران به ثبت رسیده است.